# Бой при Абу-Агейле (1967)
Бой при Абу-Агейле (5-6 июня 1967, ивр. קרב אום-כתף‎, араб. معركة أبو عجيلة‎) — одно из главных сражений Синайского фронта Шестидневной войны.

## Предыстория
В соответствии с израильским планом войны, дивизии генерала Ариэля Шарона выпало прорывать фронт на центральном направлении: Ницана — Исмаилия. Это направление было решающим: от него отходили дороги на север к Эль-Аришу и на юг к Нахле. Путь дивизии преграждал крупный оборонительный комплекс, опиравшийся на укреплённые линии, ведущие от Ум-Катефа на запад к Абу-Агейле и на юг к Ум-Шихану. Внешний периметр комплекса подходил к израильской границе у Тарат-Ум-Басиса и Ум-Турфа. Обороняла Абу-Агейлский укреплённый район египетская 2-я пехотная дивизия, усиленная пехотной бригадой с приблизительно шестью артиллерийскими дивизионами, 66 танками Т-34 и 20 самоходными орудиями СУ-100. У израильтян в наступлении одних только танков участвовало 229 единиц.

## Ход событий
Первый удар войска Шарона нанесли 5 июня по Тарат-Ум-Басису. Танковые части и мотопехота уничтожили восточные позиции египтян на внешнем периметре, и Шарон предпринял дерзкий шаг: он сосредоточил всю доступную артиллерию на расстоянии 3-4 км от египетских позиций, что дало возможность расстреливать их продольным огнём.
Израильская танковая разведгруппа обошла укреплённый район с юга и дошла до развилки дорог, ведущих из Абу-Агейлы на север к Эль-Аришу и на юго-запад к Джебель-Либни, где и окопалась. Другой разведотряд с танками, джипами и миномётами перекрыл дорогу между Абу-Агейлой и Кусеймой. Эти два удара лишили египтян возможности послать подкрепления из Эль-Ариша, Кусеймы и Джебель-Либни.
На закате израильская артиллерия открыла плотный огонь. С вертолётов был высажен батальон десантников в тылу укрепрайона для нейтрализации египетской артиллерии, огонь которой был подавлен к 1 часу ночи. В 22.00 израильская пехота начала штурм вражеских окопов. Когда пехота дошла до дороги с севера, танковая часть, блокировавшая эту коммуникацию, перешла в атаку на египтян с тыла. Израильская пехота и танки встретились в центре укреплённого района.
Израильским танкам пришлось ещё до полудня вести тяжёлый бой, а операции по устранению очагов сопротивления заняли 24 часа, однако дорога для израильского наступления на запад была открыта.

## Итоги и последствия
После подавления сопротивления в Ум-Катефе дивизия Шарона ударила на юг на Нахле и загнала египетские войска в ловушку, завершившуюся уничтожением египетских танковых частей на Синае.
Как писал историк Говард Сакер, эту операцию впоследствии изучали во всех военных академиях мира как вершину военного искусства.